# スター・ウォーズ/クローン・ウォーズ
『スター・ウォーズ/クローン・ウォーズ』（原題：Star Wars: The Clone Wars）は、2008年にルーカスフィルムによって公開されたアメリカの3DCGアニメ映画。製作総指揮・原案をジョージ・ルーカスが務めた。

## 概要
アメリカのスペースオペラである『スター・ウォーズ』シリーズのスピンオフ（外伝）作品で、初の全編3DCGアニメーションである。本映画は『スター・ウォーズ エピソード2/クローンの攻撃』と『スター・ウォーズ エピソード3/シスの復讐』の間の物語で、本作と同年より展開されたテレビシリーズ『スター・ウォーズ/クローン・ウォーズ』のプロローグ（序章）にあたる。
本作では、主人公アナキン・スカイウォーカーと本シリーズのもう一人の主人公となるアソーカ・タノの出会いとなった、クローン戦争中の任務を描く。2014年以前に制作されたシリーズのスピンオフ映画では、唯一「ルーカスフィルム ストーリー・グループ」公認の「正史（カノン）」に分類されている。
2003年 - 2005年に制作された2Dアニメ『スター・ウォーズ クローン大戦』の好評を経て制作されたものの、本作は『クローン大戦』の直接的な続編ではなく、新たなストーリーの下で展開されている（詳細は『スター・ウォーズ/クローン・ウォーズ (テレビアニメ)』を参照）。
全編3DCG制作だが、作品の描写は2Dアニメ『スター・ウォーズ クローン大戦』に近いカートゥーン調のディフォルメが施されており、戦艦や輸送船、戦闘機、戦車、ドロイドなどもあえてローポリゴンで製作されている。一方で、3DCGの特色を生かして、戦艦や輸送船、戦闘機、戦車、ドロイド、クローン・トルーパーの装甲服等に使い込まれたかのような汚れを、本シリーズの実写映画本編と同様に施していることも特徴的である。
本作以前に公開された本シリーズの実写映画本編とは違い、ワーナー・ブラザースの配給作品であるため、20世紀フォックスのロゴからオープニングクロールまでの一連の導入部分が踏襲されていない。

## あらすじ
ジオノーシスの戦い以降、クローン戦争は激しさを増し、銀河系の各地で激戦が繰り広げられ、銀河は疲弊していた。狡猾なシスの暗黒卿、ドゥークー伯爵は、惑星コルサント等銀河共和国の主要な惑星が集中するコア・ワールドへと続く、各航路のあちこちに機雷を設置した。銀河の外縁地域（アウター・リム）はコア・ワールドから切り離され、そこで戦う共和国軍は補給が滞り、苦戦していた。
そんな中、ハットの中でも有力な氏族の出身であるジャバ・ザ・ハットの息子ロッタ・ザ・ハットが誘拐されるという事件が発生した。ジャバは息子の救出を共和国に依頼する。これを機にパルパティーン最高議長とヨーダは、ロッタ救出によりジャバの信用を得、ハットの支配する宙域の安全な航行による新たな物資人員輸送網を確保しようと、オビ＝ワン・ケノービとアナキン・スカイウォーカーの2人にロッタの捜索、及びジャバとの交渉を託すことにした。
これを受けて、惑星クリストフシスでウォーム・ロースサム将軍が指揮する独立星系連合の猛攻を受け、苦戦を強いられているオビ＝ワンとアナキン達の元へ、コルサントから1機の共和国攻撃用シャトルが派遣された。戦場に着陸したシャトルから降りてきた少女アソーカ・タノはヨーダ達からの伝言を伝えると、加えて自分はアナキンのパダワンだと名乗ったのだった。

## 声の出演
※括弧内は日本語吹き替え
- アナキン・スカイウォーカー - マット・ランター（浪川大輔）
- アソーカ・タノ - アシュリー・エクスタイン（伊藤静）
- オビ＝ワン・ケノービ - ジェームズ・アーノルド・テイラー（森川智之）
- メイス・ウィンドゥ - サミュエル・L・ジャクソン（玄田哲章）
- ヨーダ - トム・ケイン（永井一郎）
- パドメ・アミダラ - キャサリン・テイバー（坂本真綾）
- パルパティーン最高議長 / ダース・シディアス - イアン・アバークロンビー（稲垣隆史）
- ドゥークー伯爵 - クリストファー・リー（羽佐間道夫）
- アサージ・ヴェントレス - ニカ・フッターマン（磯辺万沙子）
- TC-70 - ニカ・フッターマン（本田貴子）
- レックス、コーディ、ダヴィジャン、クローン・トルーパー - ディー・ブラッドリー・ベイカー（金田明夫）
- バトル・ドロイド - マシュー・ウッド（間宮康弘）
- ズィロ・ザ・ハット - コーリー・バートン（中尾隆聖）
- ウォーム・ロースサム将軍 - コーリー・バートン（高木渉）
- クロノス327 - コーリー・バートン（落合弘治）
- C-3PO - アンソニー・ダニエルズ（岩崎ひろし）
- ウルフ・ユラーレン - トム・ケイン（星野充昭）
- ジャバ・ザ・ハット - ケビン・マイケル・リチャードソン
- ナレーター - トム・ケイン（若本規夫）
- 日本語吹き替え版その他声の出演 - 多田野曜平 / 阪口周平

## スタッフ
- 監督：デイブ・フィローニ（Dave Filoni）
- 原作：ジョージ・ルーカス
- 製作総指揮：ジョージ・ルーカス
- 脚本：ヘンリー・ギルロイ（Henry Gilroy）、スティーブ・メルチング、スコット・マーフィ
- 音楽：ケビン・カイナー
- 演奏：プラハ市フィルハーモニー管弦楽団
- 絵コンテ：スチュワード・リー
- オリジナル『スター・ウォーズ』テーマ＆スコア：ジョン・ウィリアムズ
- プロデューサー：キャサリン・ワインダー（Catherine Winder）
- 日本語字幕：林完治
- 日本語吹替：平田勝茂

## 受賞・ノミネート
| 賞                           | 部門                   | 候補者 | 結果       |
| ---------------------------- | ---------------------- | ------ | ---------- |
| 第35回サターン賞             | アニメ映画賞           |        | ノミネート |
| 第29回ゴールデンラズベリー賞 | 最低リメイク及び続編賞 |        | ノミネート |